# Bobărești (gmina Vidra)
Bobărești – wieś w Rumunii, w okręgu Alba, w gminie Vidra. W 2011 roku liczyła 73 mieszkańców.